# Holon (filozofia)
Holon (gr. holos – całość) – termin ukuty przez Arthura Koestlera w książce The Ghost in the Machine z 1967 roku, oznaczający system (lub zjawisko) będące całością samą w sobie, jak również częścią większego systemu. Można je postrzegać jako sieć systemów zagnieżdżonych w sobie nawzajem. Każdy system może być postrzegany jako holon – od cząstki do wszechświata jako całości. Na poziomie niematerialnym słowa, dźwięki, emocje – wszystko, co można zidentyfikować – może być jednocześnie częścią większego systemu, jak również składać się z innych, mniejszych części – odpowiadających znakowi w znaczeniu semiotycznym. Hierarchia holonów nazywana jest holarchią, czyli uszeregowaniem holonów, z którego mniejszy znajduje się „wewnątrz” większego. Wszystkie holony posiadają dwa „popędy horyzontalne”, czyli skłonności do:
- bycia całością, czyli zachowania własnej odrębności;
- bycia częścią, czyli powiązania z innymi holonami;

Dodatkowo wyróżnia się dwa „popędy wertykalne”, czyli skłonności do:
- samotranscendencji, czyli przekraczania siebie i wchodzenia na poziom wyższy (jak np. komórki łączą się w organizm);
- samorozpuszczania, czyli rozpadu, schodzenia na poziom niższy (jak np. molekuły rozpadają się na atomy)[2].